# Quenza
Quenza (en cors Quenza) és un municipi francès, situat a la regió de Còrsega, al departament de Còrsega del Sud. L'any 1999 tenia 240 habitants.

## Demografia
| 1962 | 1968 | 1975 | 1982 | 1990 | 1999 |
| ---- | ---- | ---- | ---- | ---- | ---- |
| 301  | 307  | 302  | 229  | 214  | 240  |

## Administració
| Període | Identitat   | Partit | Qualitat |  |
| ------- | ----------- | ------ | -------- |  |
| 2001    | Toni Pietri |        |          |  |